# Festuca rothmaleri
Festuca rothmaleri é uma espécie de planta com flor pertencente à família Poaceae. 
A autoridade científica da espécie é (Litard.) Markgr.-Dann., tendo sido publicada em Botanical Journal of the Linnean Society 76(4): 325. 1978.

## Portugal
Trata-se de uma espécie presente no território português, nomeadamente em Portugal Continental.
Em termos de naturalidade é endémica da Península Ibérica.

## Protecção
Não se encontra protegida por legislação portuguesa ou da Comunidade Europeia.